# Hélier Cisterne
Pour les articles homonymes, voir Cisterne.
Hélier Cisterne, né en 1981, est un réalisateur et scénariste français.

## Biographie
Hélier Cisterne est originaire du Lot. Après un bac littéraire « option cinéma » passé à Brive-la-Gaillarde au lycée d'Arsonval, il suit des études de philosophie à l'université Paris-VIII où il réalise son premier court métrage à 22 ans.
Il vit en couple avec la cinéaste Katell Quillévéré.
Il est membre du collectif 50/50 qui a pour but de promouvoir l’égalité des femmes et des hommes et la diversité dans le cinéma et l’audiovisuel,.

## Filmographie

### Cinéma

#### Courts métrages
- 2003 : Dehors
- 2008 : Les Paradis perdus
- 2011 : Sous la lame de l'épée

#### Moyens métrages
- 2004 : La Ligne de Darielle Tillon (acteur)
- 2006 : Les Deux Vies du serpent

#### Longs métrages
- 2013 : Vandal
- 2020 : De nos frères blessés

### Télévision
- 2015 : Le Bureau des légendes (série télévisée)
  - Saison 1
    - Épisode 4, 5, 10

  - Saison 2
    - Épisode 9, 10

  - Saison 3
    - Épisode 7, 8, 9, 10
- 2022 : Le Monde de demain (mini-série), coréalisée avec Katell Quillévéré

## Distinctions
- 2008 : Prix Jean-Vigo du court métrage pour Les Paradis perdus
- Nomination aux Césars 2009 dans la catégorie du meilleur court métrage pour Les Paradis perdus